# Байсангуров, Заурбек Мусаевич
Заурбе́к Мусаевич Байсангу́ров (род. 2 марта 1985, Ачхой-Мартан, Чечено-Ингушская АССР) — российский боксёр-профессионал чеченского происхождения, выступающий в лёгкой полусредней (Light Middleweight) весовой категории, Интернациональный чемпион ВБС (WBC) в первом среднем весе, чемпион мира по версии МБФ (IBF) среди юниоров, Мастер спорта России международного класса, двукратный призёр чемпионатов мира, двукратный чемпион Европы, трёхкратный чемпион России среди юношей и молодёжи, чемпион России среди любителей.
Интерконтинентальный чемпион WBA в первом среднем весе, бывший чемпион по версиям МБО (IBO) и ВБО (WBO) в первом среднем весе.

## Биография
Заурбек Байсангуров родился 2 марта 1985 года в селе Ачхой-Мартан Чечено-Ингушской АССР, став первенцем в семье, где потом родилось ещё два сына и четыре дочери. Заниматься боксом начал с пяти лет, когда его в спортивный зал впервые привёл родной дядя Увайс, который и стал для него с тех пор главным наставником и тренером.
Карьера Заурбека на любительском ринге развивалась стремительно и успешно. В юношеском возрасте он дважды становился призёром чемпионатов мира и победителем первенства Европы. В 19 лет Байсангуров впервые принял участие в чемпионате России среди взрослых и сразу завоевал первое место. После этого Заур перешёл в профессионалы.

## Профессиональная карьера
Рассмотрев многочисленные предложения из различных клубов России и Европы, Байсангуров выбрал украинскую промоутерскую компанию братьев Кличко «K2 East Promotions». Дебют россиянина на профиринге состоялся 26 июня 2004 года победой над Андреем Гибало.
Выиграв ещё четыре поединка, следующий бой Зауру пришлось боксировать с травмой руки, он сумел победить по очкам в шести раундах аргентинца Пабло Мартина Паолиэлло (6-0-1), не знавшего до этого поражений.
Два из своих трёх следующих боев Байсангуров также провёл в Германии и закончил поединки досрочно, и 14 июля 2005 года, нокаутировав во Львове Сашу Шнипа (17-8), Заур стал официальным претендентом на титул молодёжного чемпиона мира по версии WBC в младшем среднем весе (до 69,9 кг).
Бой за первый серьезный титул был запланирован на осень, но тут Байсангурову поступило предложение сразиться за другой молодёжный титул — по версии IBF. Заур согласился и вечером 16 сентября 2005 года россиянин в 9-м раунде нокаутировал поляка Даниель Урбански (5-0-1).
Следующие два выступления Байсангуров провёл в Германии и им были остановлены, аргентинец Хуан Мануель Аладжио (15-1-1) и Джон Чибута (6-1) из Замбии, причём оба в девятом раунде.
Ещё более убедительно Заур расправился со своим следующим соперником — венгром Ласло Бурани (20-3), в поединке с которым он в третий раз отстаивал своё звание.

### Бой с Марко-Антонио Рубио
23 сентября 2006 года Заурбека ждало самое сложное испытание в его профикарьере. В Киев прибыл знаменитый мексиканский нокаутер Марко-Антонио Рубио (34-3-1), уважаемый во всем боксёрском мире и избегаемый потенциальными соперниками. По прошествии стартового раунда небольшое преимущество было на стороне Рубио, которому, к тому же, удалось послать россиянина в легкий, так называемый «флэш-нокдаун». Тем неожиданнее оказалось продолжение. Во втором раунде Заур перехватил инициативу, а начиная с третьего уже полностью хозяйничал в ринге. Не став отходить от излюбленной манеры агрессора, Байсангуров ни на секунду не сбавлял давления на Рубио, оттесняя его к канатам и нанося многоударные комбинации. Заур на фоне маститого оппонента выглядел не просто хорошо — он выглядел великолепно. Наращивая преимущество он избивал мексиканца. По истечении двенадцати отведённых раундов, все судьи отдали победу Байсангурову.
Заур утвердился в числе лучших боксёров Старого Света, что позволило ему стать претендентом на вакантный титул чемпиона Европы. Соперником Байсангурова стал опытный француз арабского происхождения Хуссейн Байрам (24-2), Заурбек победил в тяжёлой и конкурентной борьбе.
После этого Байсангуров не выходил на ринг более полугода, виной чему стала травма, полученная им в ходе подготовки к бою с британцем Джейми Муром. После этого Байсангуров провёл ещё несколько удачных боёв.

### Бой с Корнелиусом Бандрейджем
Очередной поединок Заура должен был стать его заключительным шагом на пути к бою за звание чемпиона мира. 13 декабря в Манхайме, Германия, Байсангуров, считавшийся неоспоримым фаворитом, неожиданно уступил американцу Корнелиусу Бандрейджу (28-4, 16 нокаутов) нокаутом в 5-м раунде.
Сделав перерыв на отдых и морально восстановившись после единственного поражения, Заур в апреле 2009 за один раунд останавливает стойкого Михаила Хуцишвили (11-6-2, 4 нокаута). В перерыве между первым и вторым раундами Хуцишвили неожиданно отказался выходить на следующий раунд. Возвращение Заура становится главным событием майского турнира в Киеве. На этот раз, чтобы сломить сопротивление итальянца Кристиана Де Мартиниса (22-2, 10 нокаутов), Байсангурову понадобилось меньше одного раунда. Байсангуров начал бой в привычной манере агрессора, преследуя соперника по всему рингу. Де Мартинису ничего не оставалось, как пытаться отстреливаться джебом, но это его не уберегло от фиаско. Байсангурову удалось трижды отправить итальянца на канвас — ударом по корпусу, левым боковым в область затылка и мощным правым прямым. Третий нокдаун стал последним в этом поединке: Де Мартинис тяжело рухнул на настил ринга, и рефери остановил поединок без отсчета, зафиксировав более чем убедительный триумф Заура. На кону этого поединка стоял вакантный титул интерконтинентального чемпиона по версии WBA.

### Бои за титул чемпиона мира по версии WBO
После очередной победной серии, Заур летом 2011 года вышел на ринг против Майка Миранды за звание временного чемпиона мира по версии WBO, и нокаутировал своего опытного оппонента в первом раунде.

#### Бой с Мишелем Соро
В начале 2012 года WBO лишила чемпионского титула Сергея Дзинзирука, за длительный перерыв в боях, и объявила Байсангурова полноправным чемпионом. Первую защиту титула, россиянин провёл против непобеждённого француза, Мишеля Соро. Что примечательно, к бою с Соро, Байсангуров готовился самостоятельно, без тренера. Бой начался так же агрессивно, но во втором раунде россиянин пропустил несколько точных попаданий и упал на настил. Он быстро оправился от падения, постепенно начал наращивать обороты и прессинговать француза, и к концу поединка выглядел очень убедительно, и, с большим преимуществом в счёте, защитил титул чемпиона.

#### Бой с Лукашем Конечны
В октябре 2012 года, Заурбек вышел на ринг с обязательным претендентом, временным чемпионом, чехом, Лукашем Конечны. Первый раунд вышел с небольшим преимуществом Лукаша, но в конце раунда, Зауру удалась небольшая успешная серия ударов. В начале второго раунда Конечно провёл очень сильный правый кросс который немного потряс Байсангурова. Концовка так же была яркой со стороны обоих боксёров, с разменом ударов в ближней дистанции. Третий раунд так же был в открытой борьбе с небольшим преимуществом претендента. В четвёртом раунде Байсангуров выровнял бой, сократив преимущество чеха. В пятом раунде Лукаш снова взял инициативу, больше наступал и наносил точные удары. В шестом раунде чех ещё больше закрепил инициативу хозяина ринга. Хотя более жёсткие но менее частые атаки чемпиона, так же достигали своих целей. В конце седьмого раунда началась сказываться усталость Лукаша, и концовку седьмого раунда Байсангуров провёл удачной серией, которая потрясла Конечны, и перед гонгом Лукаш безуспешно попытался взять реванш за пропущенную серию. Восьмой раунд прошёл так же ярко и открыто, но преимущество Конечны несмотря на его скорость уже не было заметным. казалось он сам себя вымотал за первую половину боя. Девятый раунд прошёл снова открыто с разменом. Заур много пропускал, но выглядел свежо и бодро. Концовка раунда завершилась удачной атакой чеченского боксёра. В десятом раунде Заур провёл несколько удачных атак и был более убедительней чешского претендента. Одиннадцатый раунд прошёл так же с преимуществом Байсангурова, который принял открытый бой с Лукашем Конечны. В начале финального раунда Заур рассёк левую бровь Лукашу, и в середине раунда рефери приостановил бой, но врач не возразил продолжить бой. До конца поединка Байсангуров контролировал бой и уверенно взял раунд. После гонга оба боксёра победно подняли руки. Судейское решение не подтвердило яркости боя и доминирования чеха в начальных раундах, но учитывая состояние обоих боксёров под занавес боя, преимущество и доминирование россиянина было очевидным. Байсангуров в тяжёлом бою защитил титул чемпиона мира.

## Результаты боёв
В таблице перечислены результаты всех поединков боксёров.
В каждой строке указан результат поединка. Дополнительно номер поединка обозначен цветом, который обозначает итог поединка. Расшифровка обозначений и цветов представлена в нижеследующей таблице.
| Пример | Расшифровка                     |
| ------ | ------------------------------- |
|        | Победа                          |
|        | Ничья                           |
|        | Поражение                       |
|        | Планируемый поединок            |
|        | Поединок признан несостоявшимся |
| КО     | Нокаут                          |
| ТКО    | Технический нокаут              |
| PTS    | Решение судей (по очкам)        |
| UD     | Единогласное решение судей      |
| MD     | Решение большинства судей       |
| SD     | Раздельное решение судей        |
| RTD    | Отказ от продолжения боя        |
| DQ     | Дисквалификация                 |
| NC     | Поединок признан несостоявшимся |

| Бой | Рекорд   | Дата             | Соперник                       | Место боя                                                             | Раундов    | Дополнительно |
| --- | -------- | ---------------- | ------------------------------ | --------------------------------------------------------------------- | ---------- | --- |
| 30  | 29(21)-1 | 12 апреля 2014   | Гуидо Николас Питто (18-2)     | Торгово-развлекательный центр «Терминал» Бровары, Украина             | 12 (TKO12) | Вакантный титул чемпиона мира по версии IBO в первом среднем весе.                                                                    |
| 29  | 28(20)-1 | 6 октября 2012   | Лукаш Конечны (48-3)           | Дворец спорта, Киев, Украина                                          | 12 (UD12)  | Титул чемпиона мира по версии WBO и IBO в первом среднем весе, 2-я защита Байсангурова.                                               |
| 28  | 27(20)-1 | 12 мая 2012      | Мишель Соро (18-0)             | Торгово-развлекательный центр «Терминал» Бровары, Украина             | 12 (UD12)  | Титул чемпиона мира по версии WBO и IBO в первом среднем весе, 1-я защита Байсангурова, Байсангуров побывал в нокдауне во 2-м раунде. |
| 27  | 26(20)-1 | 30 июля 2011     | Майк Миранда (34-3)            | Дворец спорта, Одесса, Украина                                        | 12 (KO1)   | Титул временного чемпиона мира по версии WBO в первом среднем весе.                                                                   |
| 26  | 25(19)-1 | 4 декабря 2010   | Ричард Гутьеррес (26-4-1)      | Торгово-развлекательный центр «Терминал» Бровары, Украина             | 12 (TKO12) | Вакантный титул чемпиона мира по версии IBO в первом среднем весе.                                                                    |
| 25  | 24(18)-1 | 16 октября 2010  | Еугениу Монтейру (16-13)       | O2 World, Гамбург, Германия                                           | 8 (RTD3)   | |
| 24  | 23(17)-1 | 19 декабря 2009  | Франк Шабани (18-1)            | Дворец спорта «Юность», Запорожье, Украина                            | 12 (RTD5)  | Вакантный интерконтинентальный титул чемпиона мира по версии WBA в первом среднем весе, 2-я защита Байсангурова                       |
| 23  | 22(16)-1 | 15 августа 2009  | Эромоселе Альберт (22-2-1)     | Дворец спорта Динамо, Грозный, Россия                                 | 12 (UD12)  | Вакантный интерконтинентальный титул чемпиона мира по версии WBA в первом среднем весе, 1-я защита Байсангурова                       |
| 22  | 21(16)-1 | 30 мая 2009      | Кристиан Де Мартинис (22-2)    | Дворец спорта, Киев, Украина                                          | 12 (TKO1)  | Вакантный интерконтинентальный титул чемпиона мира по версии WBA в первом среднем весе.                                               |
| 21  | 20(15)-1 | 22 апреля 2009   | Михаэл Хуцишвили (11-6-2)      | Дворец спорта Локомотив, Харьков, Украина                             | 8 (RTD1)   | |
| 20  | 19(14)-1 | 13 декабря 2008  | Корнелиус Бандрейдж (28-4)     | САП-Арена, Мангейм, Германия                                          | 12 (TKO5)  | Байсангуров побывал в нокдауне в 5-м раунде.                                                                                          |
| 19  | 19(14)-0 | 12 июля 2008     | Ион Гонца (18-1-2)             | КолорЛайнАрена, Гамбург, Германия                                     | 12 (RTD7)  | Титул чемпиона Европы EBU в первом среднем весе, 2-я защита Байсангурова.                                                             |
| 18  | 18(13)-0 | 23 марта 2008    | Роман Джуман (23-4-1)          | Дворец спорта «Метеор», Днепропетровск, Украина                       | 12 (TKO8)  | Титул чемпиона Европы EBU в первом среднем весе, 1-я защита Байсангурова.                                                             |
| 17  | 17(12)-0 | 21 февраля 2008  | Георге Данут (7-8-5)           | Дворец спорта (Киев)Дворец спорта, Киев, Украина                      | 10 (UD10)  | |
| 16  | 16(12)-0 | 7 июля 2007      | Хуссейн Байрам (24-2)          | Кёльн-Арена, Кёльн, Германия                                          | 12 (UD12)  | Вакантный титул чемпиона Европы EBU в первом среднем весе.                                                                            |
| 15  | 15(12)-0 | 23 сентября 2006 | Марко-Антонио Рубио (34-3-1)   | Дворец спорта, Киев, Украина                                          | 12 (UD12)  | Вакантный титул интернационального чемпиона мира по версии WBC в первом среднем весе, Байсангуров побывал в нокдауне в первом раунде. |
| 14  | 14(12)-0 | 8 апреля 2006    | Ласло Буранью (20-3)           | АККО Интернешнл, Киев, Украина                                        | 10 (КО3)   | Молодёжный титул чемпиона мира по версии IBF в первом среднем весе, 3-я защита Байсангурова.                                          |
| 13  | 13(11)-0 | 28 января 2006   | Джон Чибута (6-2)              | Теплодром-Арена, Берлин, Кройцберг, Германия                          | 10 (ТКО9)  | Молодёжный титул чемпиона мира по версии IBF в первом среднем весе, 2-я защита Байсангурова.                                          |
| 12  | 12(10)-0 | 10 декабря 2005  | Хуан-Мануэль Алагхио (15-1-1)  | Арена «Лейпциг», Лейпциг, Германия                                    | 10 (ТКО10) | Молодёжный титул чемпиона мира по версии IBF в первом среднем весе, 1-я защита Байсангурова.                                          |
| 11  | 11(9)-0  | 16 сентября 2005 | Даниэль Урбанский (5-0)        | Метеор, Днепропетровск, Украина                                       | 10 (ТКО9)  | Вакантный молодёжный титул чемпиона мира по версии IBF в первом среднем весе.                                                         |
| 10  | 10(8)-0  | 14 июля 2005     | Александр Шнип (16-10)         | Милленниум, Львов, Украина                                            | 10 (ТКО5)  | |
| 9   | 9(7)-0   | 23 апреля 2005   | Стефан Талльяна (10-10-1)      | Вестфаленхалле, Дортмунд, Германия                                    | 8 (ТКО1)   | |
| 8   | 8(6)-0   | 24 февраля 2005  | Владимир Завгородний (4-9-1)   | Дворец спорта, Киев, Украина                                          | 6 (ТКО4)   | |
| 7   | 7(5)-0   | 12 декабря 2005  | Аднан Оэскобан (2-0)           | Дворец спорта имени Макса Шмелинга, Берлин, Пренцлауэр-Берг, Германия | 6 (ТКО4)   | |
| 6   | 6(4)-0   | 20 ноября 2004   | Пабло-Мартин Паолиэлло (6-0-1) | БигБокс, Кемптен, Германия                                            | 6 (UD6)    | |
| 5   | 5(4)-0   | 24 сентября 2004 | Александр Матвейчук (6-11-2)   | Дворец спорта, Одесса, Украина                                        | 6 (UD6)    | |
| 4   | 4(4)-0   | 17 сентября 2004 | Андрей Тылилюк (0-12)          | Dynamo Bar, Санкт-Петербург, Россия                                   | 6 (ТКО2)   | |
| 3   | 3(3)-0   | 16 июля 2004     | Дмитрий Кашкан (15-10)         | Entertainmnt Center Aurora, Витебск, Белоруссия                       | 6 (ТКО2)   | |
| 2   | 2(2)-0   | 6 июля 2004      | Сергей Наварка (1-1)           | Крылья Советов, Москва, Россия                                        | 4 (КО2)    | |
| 1   | 1(1)-0   | 26 июня 2004     | Андрей Гибало (0-1)            | Звёздный, Феодосия, Украина                                           | 4 (ТКО3)   | Профессиональный дебют. |
| Бой | Рекорд   | Дата             | Соперник                       | Место боя                                                             | Раундов    | Дополнительно |